# Nicolas Pitau
Nicolas Pitau, né à Anvers le 13 mai 1632 et mort à Paris le 11 février 1671, est un graveur français d'origine flamande.

## Biographie
Nicolas Pitau est le fils de Jacques Pitau qui lui enseigne la gravure ainsi que son parrain Nicolaes Lauwers et le frère de ce dernier Conrad Lauwers. Vers 1660, il s'installe à Paris avec Conrad Lauwers et commence à produire des plaques gravées d'après Philippe de Champaigne.
Il épouse Magdeleine de Vadder, avec qui il a un fils, Nicolas Pitau le jeune, né le 4 juin 1670 et qui deviendra également graveur mais aussi éditeur d'estampes.
Nicolas Pitau meurt l'année suivante, le 11 février 1671.

## Œuvres
La collection de référence se trouve au département des Estampes et de la Photographie de la Bibliothèque nationale de France, sous la cote Ec-76-Fol - avec des suppléments dans les grands formats (AA-4, AA-6) et les SNR (1, 3, 6).
Il n'existe pas encore de catalogue de son œuvre.
Aux États-Unis
- Washington, National Gallery of Art :
  - Thierry Bignon, d'après Philippe de Champaigne
  - Hardouin de Péréfixe de Beaumont, d'après Pierre Mignard

Aux Pays-Bas
Au Rijksmuseum Amsterdam :
- Portrait de  Gaspard de Fieubet, d'après Claude Lefèbvre[3]

En France
- Orléans, Musée des beaux-arts : Saint Sulpice au concile d'après Jean-Baptiste de Champaigne[4]
- Vendôme, musée : Portrait de Jacques Favier du Boulay d'après Philippe de Champaigne[5]

Gravures de Nicolas Piteau
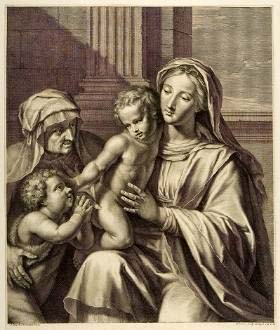
La Vierge et l'Enfant d'après Philippe de Champaigne.
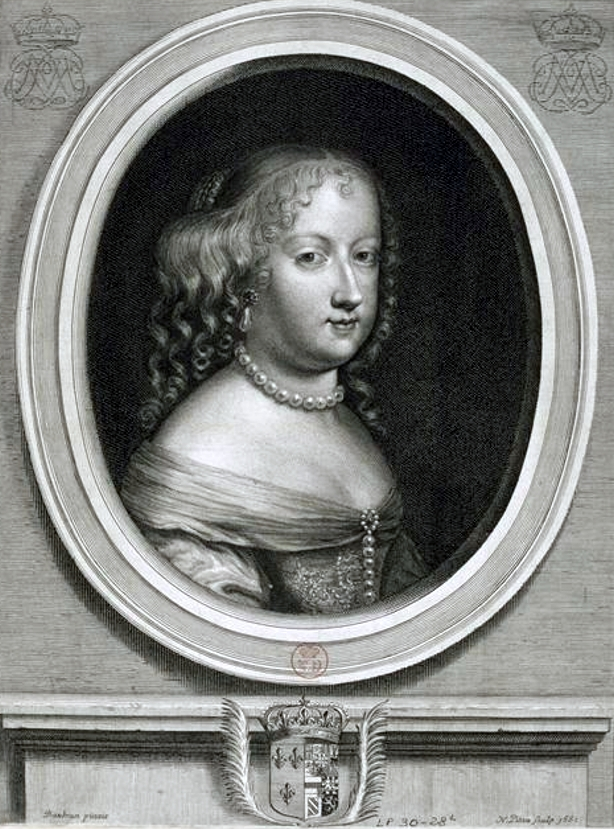
Marie-Thérèse d'Autriche, reine de France, d'après les frères Beaubrun
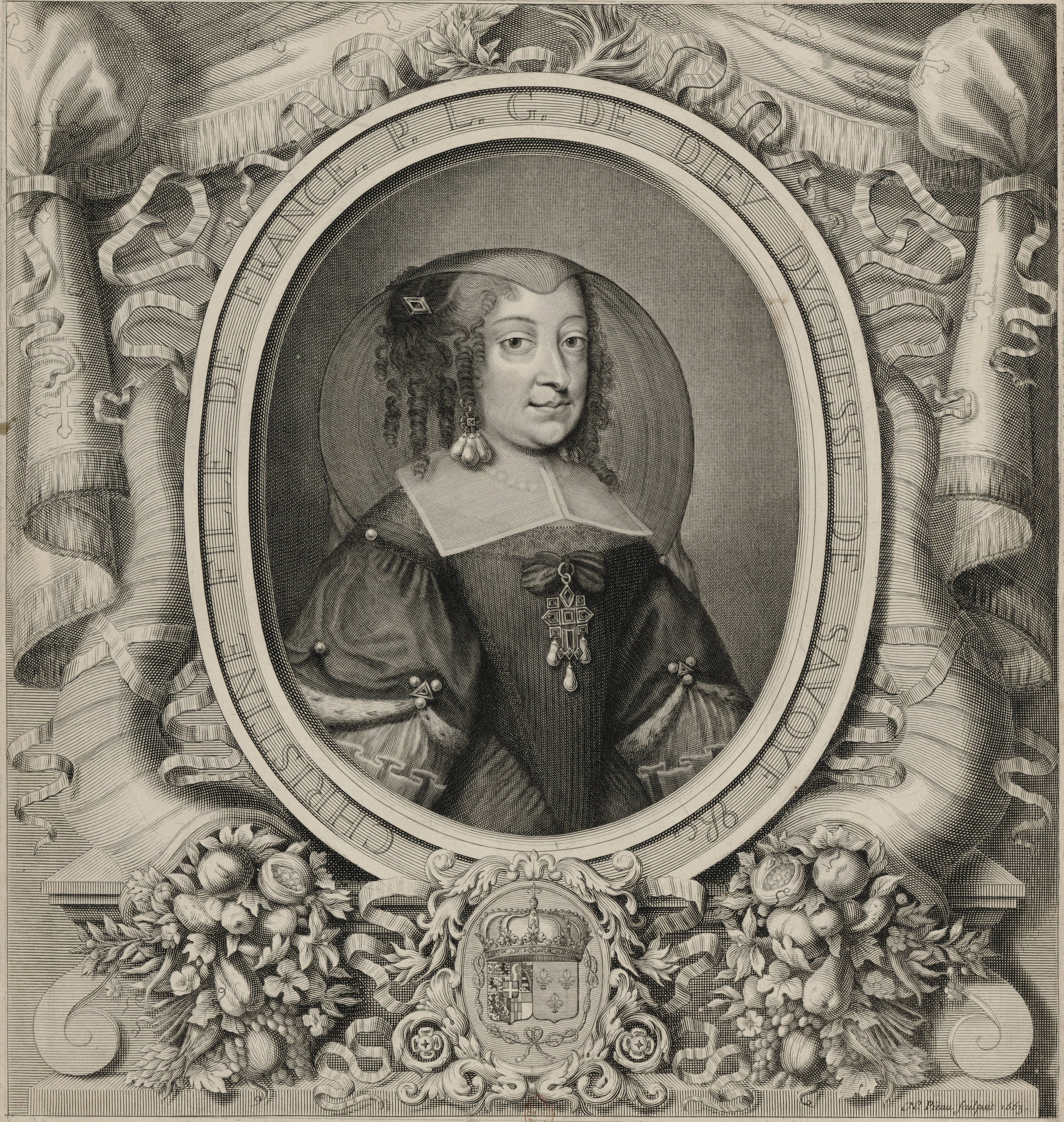
Christine de France, duchesse de Savoie
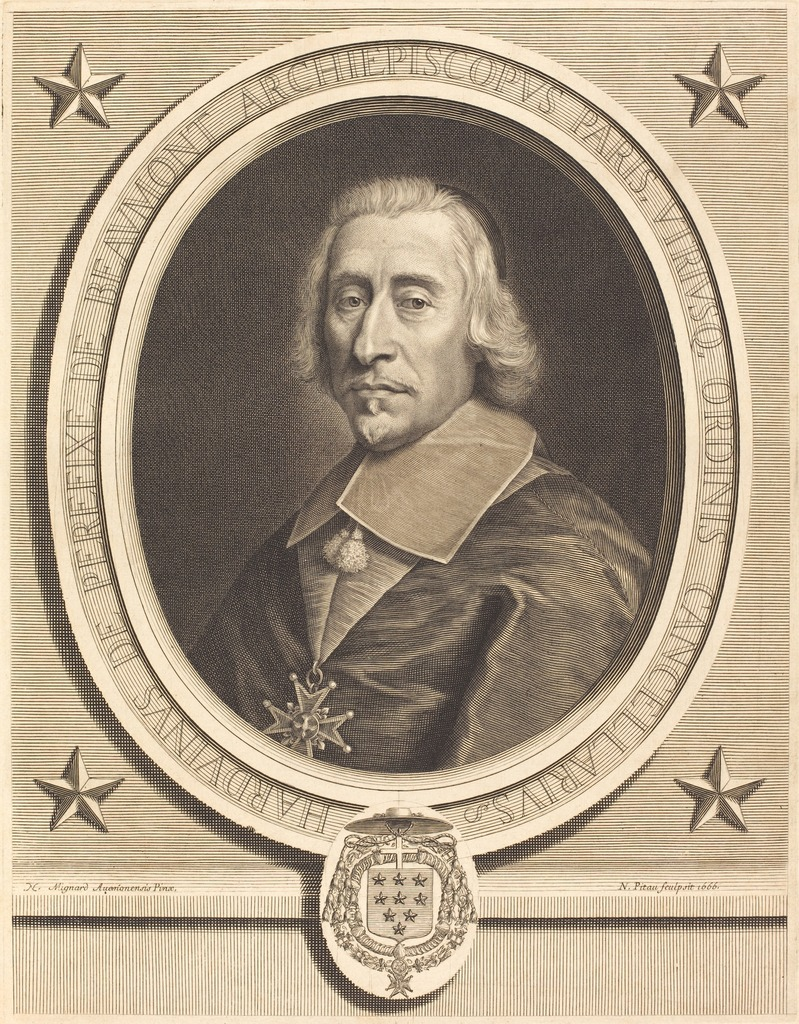
Hardouin de Péréfixe de Beaumont, d'après Pierre Mignard
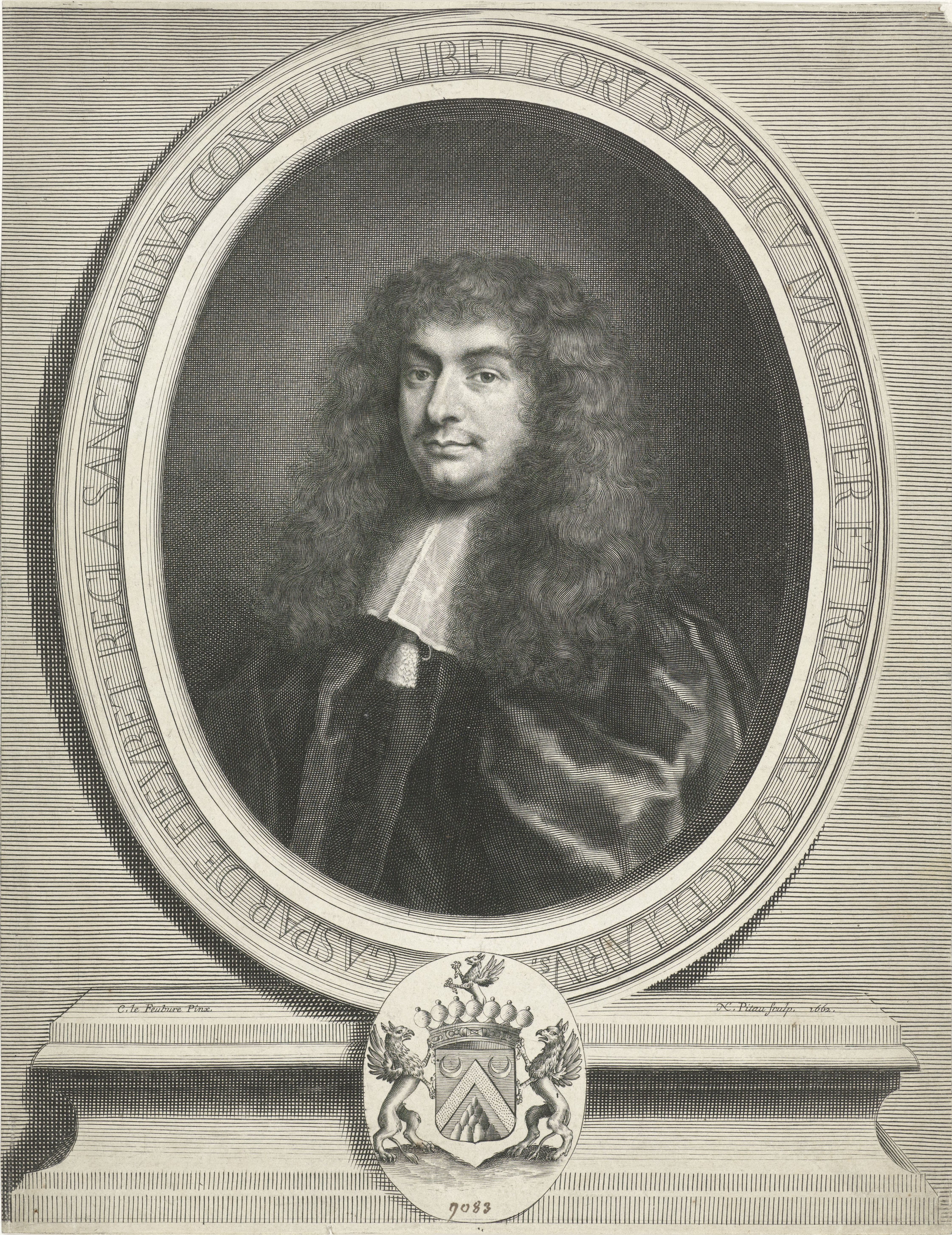
Portrait de Gaspard de Fieubet, d'après Claude Lefèbvre, 1662